# Estadio Presbítero Manuel Gamarra
El Estadio Presbítero Manuel Gamarra es un estadio de fútbol de Paraguay que pertenece al Club Olimpia de Itá. Está ubicado sobre la calle Sgto. Silva e/ Tte. Valdovinos, en la ciudad de Itá, y tiene capacidad aproximada para 5000 espectadores.
Es utilizado principalmente como un estadio de fútbol. El Club Olimpia de Itá realiza sus partidos de local en este estadio.
Debe su nombre en honor a Manuel Gamarra un sacerdote y orador paraguayo. En el 2005 habilita ocho cabinas para la prensa equipada para la trasmisión radial y televisiva de sus partidos como local.

## Campo auxiliar
El predio consta de un campo auxiliar con superficie de césped, donde el plantel principal realiza sus prácticas en la semana y los equipos de las categorías inferiores lo usufructúan para sus partidos oficiales en condición de local. Desde enero de 2017 cuenta con nuevos vestuarios y baños para las categorías formativas.